# 上鳳駅
上鳳駅（サンボンえき）は、大韓民国ソウル特別市中浪区上鳳洞にある、ソウル交通公社と韓国鉄道公社（KORAIL）の駅。ソウル交通公社には2024年1月まで「市外バスターミナル」という副駅名があったが、ターミナルの閉鎖に伴い副駅名が一時削除され、2024年10月からは「韓国オープンサイバー大学」に変更された。

## 利用可能な鉄道路線
ソウル交通公社
 7号線 - 駅番号は720
韓国鉄道公社
中央線（KTX京江線直通系統のみの停車）
 京義・中央線 - 駅番号はK120
 京春線 - 駅番号はK120

## 歴史
- 1996年10月11日 - ソウル特別市都市鉄道公社（当時）7号線の駅が開業。
- 2010年12月21日 - 韓国鉄道公社・中央電鉄線（後の京義・中央線）と京春線の駅が開業[2]。
- 2013年 11月4日 - 京春線において、忘憂線経由光云大行き電車の運行開始。（1日2回）
- 2017年
  - 5月31日 - ソウル特別市都市鉄道公社とソウルメトロが統合され、7号線はソウル交通公社の駅となる。
  - 12月22日 - 京江線直通系統のKTXの停車駅となる。

## 駅構造

### ソウル交通公社
相対式ホーム2面2線の地下駅で、フルスクリーンタイプのホームドアが設置されている。
改札口は北側（中和寄り）と南側（面牧寄り）の2ヶ所ある。化粧室は北側の改札外にある。
出入口は1番から6番までの合計6ヶ所ある。

#### のりば
案内上ののりば番号は設定されていない。
| 上り | 7号線 | 泰陵入口・蘆原・道峰山・長岩方面     |
| 下り | 7号線 | 君子・高速ターミナル・大林・温水方面 |

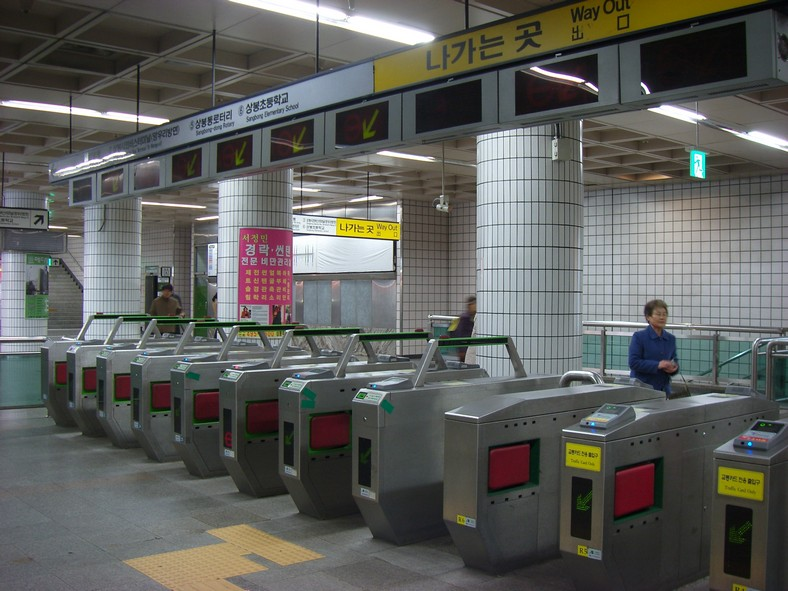
改札口（2007年撮影）
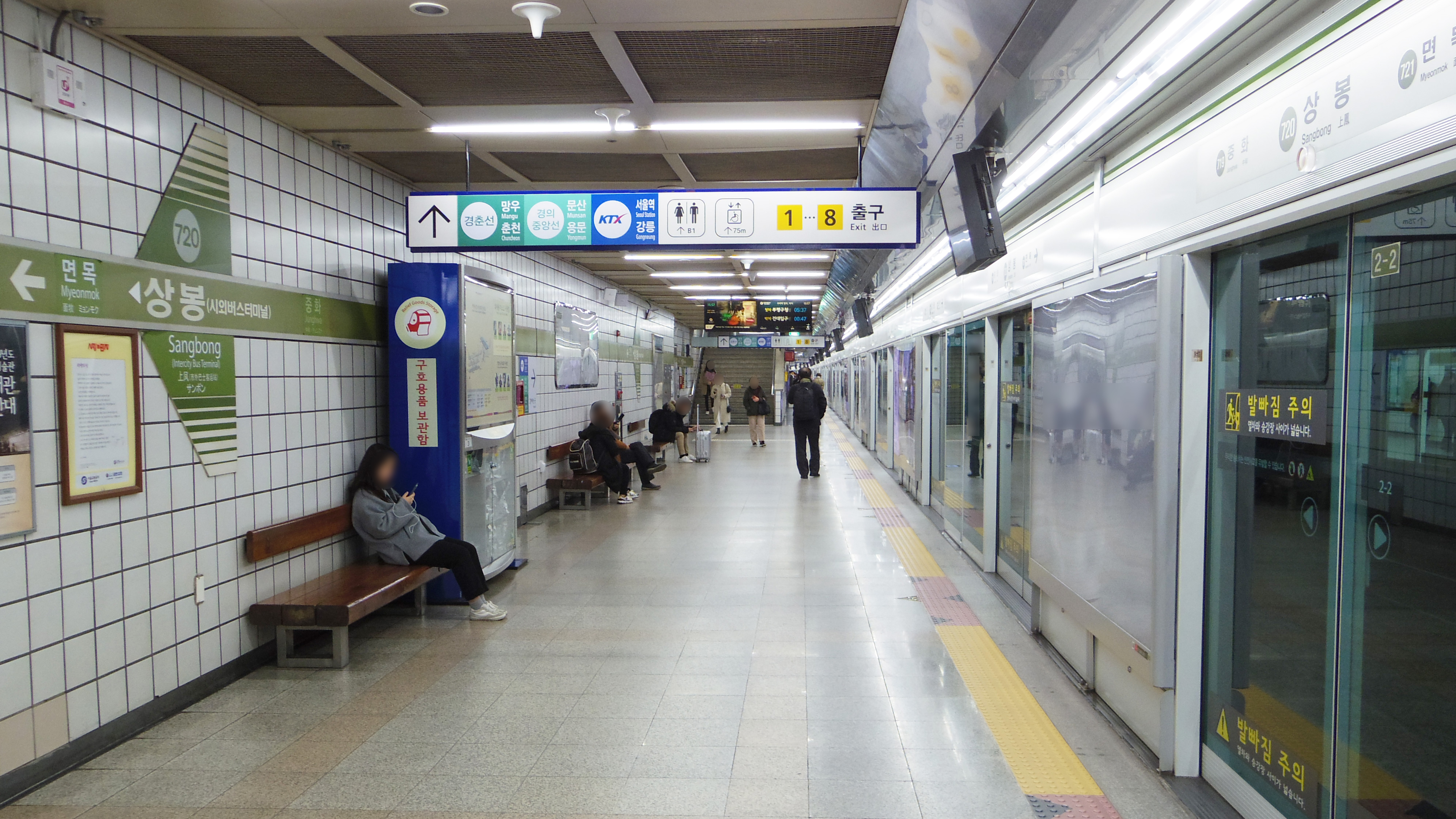
プラットホーム（2018年11月22日）

### 韓国鉄道公社
島式2面4線と単式1面1線の合計3面5線を有する高架駅で、単式1面1線と島式1面2線（1 - 3番線）を京義・中央線、残りの島式1面2線（4・5番線）を京春線が使用している。各ホームにKORAIL改札階行きエレベーターが設置されているが、1番線ホーム（単式ホーム）のエレベーターは7号線の改札階まで繋がっている。
2・3番線ホームの忘憂寄りに、KTX江陵線ホームが新設された。同ホームは当駅と忘憂駅の中間にあり、忘憂駅ホームとも接続されている。
改札口は1ヶ所ある。出入口は7番と8番の合計2ヶ所ある。

#### のりば

##### 京義・中央線、京春線
| 1    | 京義・中央線           | 清凉里・龍山・幸信・一山・文山方面 |
| 2・3 | 京義・中央線           | 徳沼・楊平・龍門方面               |
| 4    | 京春線（一部列車のみ） | 光云大・清凉里方面                 |
| 4    | ITX-青春               | 清凉里・龍山方面                   |
| 5    | 京春線・ITX-青春       | 坪内好坪・加平・春川方面           |

##### KTX江陵線
| 1 | 江陵線 | KTX | 清凉里・ソウル方面           |
| 2 | 江陵線 | KTX | 平昌・珍富(五台山)・江陵方面 |

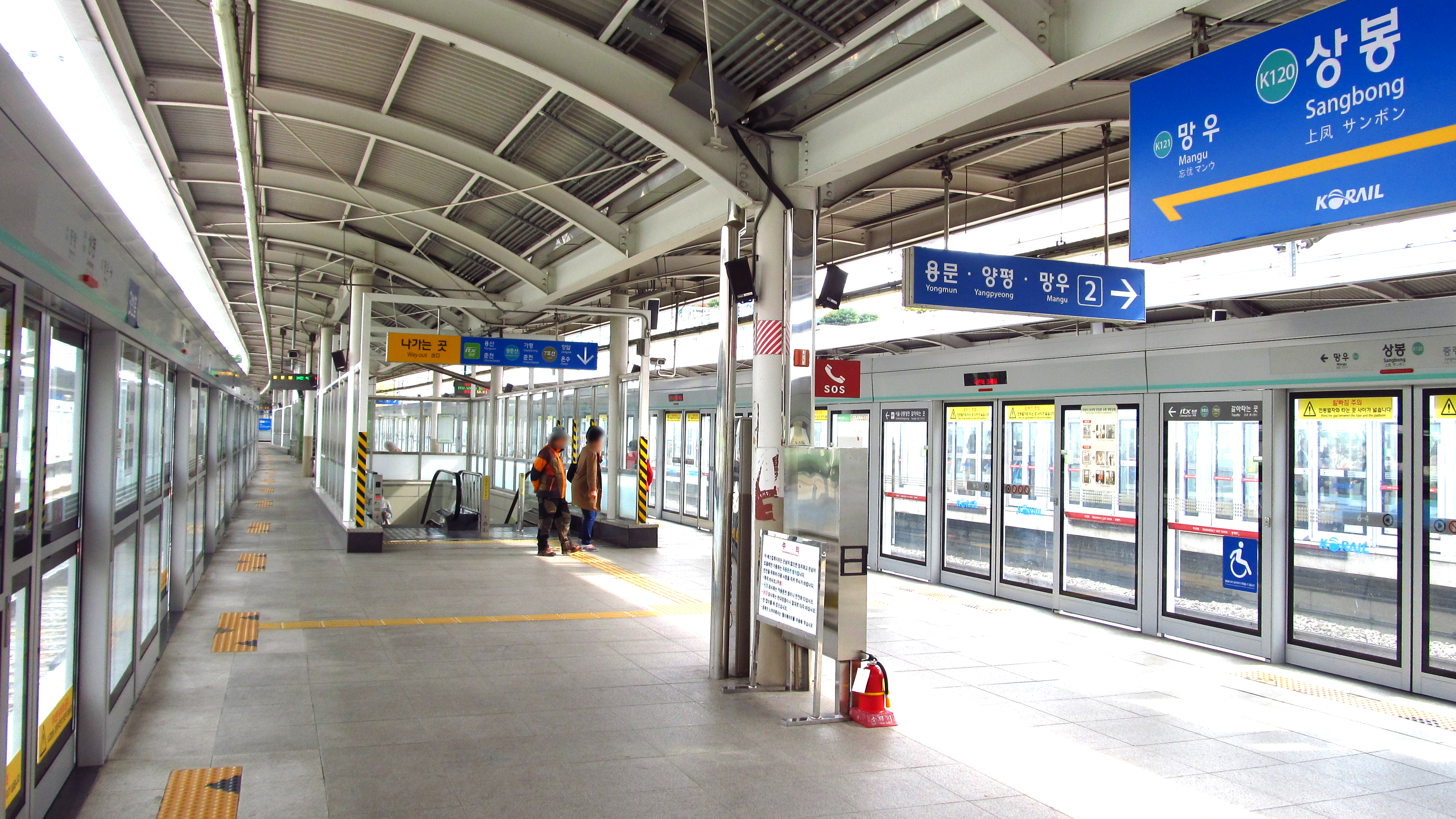
2・3番線 京義・中央線ホーム（2019年10月23日）

## 利用状況
近年の一日平均利用人員推移は下記のとおり。
| 路線         | 路線     | 2000年 | 2001年 | 2002年 | 2003年 | 2004年 | 2005年 | 2006年 | 2007年 | 2008年 | 2009年 | 出典  |
| ------------ | -------- | ------ | ------ | ------ | ------ | ------ | ------ | ------ | ------ | ------ | ------ | ----- |
| 7号線        | 乗車人員 | 18,222 | 25,538 | 27,180 | 27,101 | 26,407 | 25,067 | 20,563 | 19,296 | 18,482 | 18,100 | [ 3 ] |
| 7号線        | 降車人員 | 15,741 | 21,635 | 22,795 | 22,725 | 22,492 | 22,075 | 17,995 | 16,728 | 16,004 | 15,529 | [ 3 ] |
| 7号線        | 乗降人員 | 33,963 | 47,172 | 49,975 | 49,826 | 48,898 | 47,142 | 38,558 | 36,024 | 34,486 | 33,629 | [ 3 ] |
| 路線         | 路線     | 2010年 | 2011年 | 2012年 | 2013年 | 2014年 | 2015年 | 2016年 | 2017年 | 2018年 | 出典   |       |
| 7号線        | 乗車人員 | 18,177 | 18,399 | 18,272 | 17,953 | 18,167 | 17,939 | 17,649 | 17,283 |        | [ 3 ]  |       |
| 7号線        | 降車人員 | 16,086 | 16,015 | 16,506 | 16,346 | 16,789 | 16,798 | 16,718 | 16,598 |        | [ 3 ]  |       |
| 7号線        | 乗降人員 | 34,264 | 34,414 | 34,778 | 34,299 | 34,956 | 34,737 | 34,367 | 33,881 |        | [ 3 ]  |       |
| 京義・中央線 | 乗車人員 | 9,387  | 6,557  | 6,715  | 7,284  | 7,490  | 7,627  | 7,636  | 7,529  | 7,617  | [ 4 ]  |       |
| 京義・中央線 | 降車人員 | 8,714  | 6,092  | 6,460  | 7,389  | 7,583  | 7,878  | 7,909  | 7,915  | 8,142  | [ 4 ]  |       |
| ITX-青春     | 乗車人員 | 未開通 | 未開通 | 34     | 38     | 47     | 44     | 43     | 45     |        | [ 4 ]  |       |
| ITX-青春     | 降車人員 | 未開通 | 未開通 | 52     | 45     | 54     | 59     | 63     | 59     |        | [ 4 ]  |       |

## 駅周辺
- 上鳳市外バスターミナル（朝鮮語版）[5]
- Eマート上鳳店
- コストコホールセール上鳳店
- ソウル上峰初等学校（朝鮮語版）
- ソウル面牧初等学校（朝鮮語版）
- 上鳳2洞住民センター
- 国民健康保険公団 中浪支社
- 天主教上鳳洞聖堂

## 隣の駅
ソウル交通公社
 7号線
中和駅 719 - 上鳳駅 720 - 面牧駅 721
韓国鉄道公社
中央線
KTX（京江線直通系統）
清凉里駅 - 上鳳駅 - 楊平駅
 京義・中央線
中央急行
回基駅 K118 - 上鳳駅 K120 - 九里駅 K123
龍山急行・緩行
中浪駅 K119 - 上鳳駅 K120 - 忘憂駅 K121
 京春線
ITX-青春 (一部のみ停車)
清凉里駅 K117 - 上鳳駅 K120 - 退渓院駅 P125
急行
回基駅 K118 - 上鳳駅 K120 - 退渓院駅 P125
緩行
中浪駅 K119・光云大駅 119(一部列車のみ) - 上鳳駅 K120 - 忘憂駅 K121